# Capnia noshaqensis
Capnia noshaqensis is een steenvlieg uit de familie Capniidae. De wetenschappelijke naam van de soort is voor het eerst geldig gepubliceerd in 1966 door Kawai.